# Xabi Prieto
Xabier Prieto Argarate (San Sebastián, 29 augustus 1983) - alias Xabi Prieto - is een Spaans voormalig voetballer die doorgaans als aanvallende middenvelder speelde. Hij stroomde in 2003 door vanuit de jeugdopleiding van Real Sociedad, waar hij zijn hele carrière bleef spelen en uitgroeide tot aanvoerder.
Xabi Prieto begon als voetballer bij Santo Tomas Lizeoa. Vervolgens speelde hij in de jeugdelftallen van Real Sociedad en na een seizoen bij het tweede elftal (2002/2003), kwam de middenvelder bij de selectie van het eerste elftal. Xabi Prieto debuteerde op 3 oktober 2003 voor het eerste elftal in een wedstrijd tegen Real Oviedo voor de Copa del Rey. Op 26 oktober 2003 speelde hij tegen CA Osasuna zijn eerste wedstrijd in de Primera División. Het seizoen 2005/2006 was zijn beste jaar, toen Xabi Prieto alle wedstrijden van Real Sociedad in de Primera División speelde waarvan 32 als basisspeler. De middenvelder scoorde negen keer. In 2007 degradeerde Xabi Prieto met Erreala naar de Segunda División A. Op 6 januari 2013 maakte Xabi Prieto een hattrick tegen Real Madrid. Ondanks dat en een vroege rode kaart van doelman Antonio Adán, won Real Madrid die wedstrijd met 4-3.

## Clubstatistieken
| Seizoen | Club          | Competitie       | Wedstrijden | Doelpunten |
| ------- | ------------- | ---------------- | ----------- | ---------- |
| 2003/04 | Real Sociedad | Primera División | 11          | 2          |
| 2004/05 | Real Sociedad | Primera División | 23          | 0          |
| 2005/06 | Real Sociedad | Primera División | 38          | 9          |
| 2006/07 | Real Sociedad | Primera División | 33          | 4          |
| 2007/08 | Real Sociedad | Segunda División | 36          | 4          |
| 2008/09 | Real Sociedad | Segunda División | 32          | 3          |
| 2009/10 | Real Sociedad | Segunda División | 35          | 7          |
| 2010/11 | Real Sociedad | Primera División | 37          | 7          |
| 2011/12 | Real Sociedad | Primera División | 34          | 2          |
| 2012/13 | Real Sociedad | Primera División | 35          | 9          |
| 2013/14 | Real Sociedad | Primera División | 30          | 2          |
| 2014/15 | Real Sociedad | Primera División | 35          | 4          |
| 2015/16 | Real Sociedad | Primera División | 36          | 3          |
| 2016/17 | Real Sociedad | Primera División | 38          | 8          |
| 2017/18 | Real Sociedad | Primera División | 26          | 3          |
| Totaal  | Totaal        | Totaal           | 479         | 67         |